# Стойка, Георге
Георге Стойка, настоящее имя Моску Кон (рум. Gheorghe Stoica; 20 июля 1900, Дорохой, Австро-Венгрия — 10 августа 1976, Бухарест) — румынский политик, коммунистический и дипломатический деятель, один из основателей Румынской коммунистической партии. Председатель Великого Национального собрания Румынии (6 июня 1952-30 ноября 1952). Герой Социалистического Труда Румынии (1962). Герой Социалистической Республики Румыния (1974).

## Биография
Родился в еврейской семье. Активно участвовал в деятельности нелегального союза коммунистической молодежи, познакомил Георге Георгиу-Дежа с коммунистическим движением. В 1921 году был одним из первых членов недавно созданной Коммунистической партии Румынии (PCdR).
В 1930-е годы действовал в подполье, был представителем Коминтерна в Румынии, Испании и Советском Союзе. В 1934 г. за свою коммунистическую деятельность был приговорён к 20 годам лишения свободы, бежал в СССР, где выучил русский язык, обучался в советских партшколах вместе с другими коммунистическими активистами из своей страны, такими как Иосиф Кишинёвский. Работал в «Профинтерне».
Добровольцем участвовал в Гражданской войне в Испании в составе Интернациональных бригад. Был батальонным комиссаром 45-й интернациональной бригады.
Во время Второй мировой войны принял активное участие в создании румынской секции пропагандистского радио Москва. Работал вместе с В. Лука, А. Паукер. Сражался в составе 2-й румынской добровольческой дивизии (Divizia Horea, Cloşca şi Crişan).
В 1944 г. вернулся в Румынию. В 1945—1946 годах Стойка работал секретарём обкома Румынской рабочей партии (РРП в Добруджа, (включая города Констанца и Тулча), в это время его заместителем был Николае Чаушеску. Был избран членом Ассамблеи представителей (1948—1946), затем в парламент — «Великое национальное собрание Румынии». В 1948 году стал членом ЦК Коммунистической партии Румынии.
С 1953 г. на дипломатической службе, был первым послом Румынии в Германской Демократической Республике (1953—1956).
В 1956—1957 годах — заведующий отделом кадров ЦК партии, затем в течение нескольких месяцев заведовал отделом товаров народного потребления ЦК. Член Президиума с марта 1957 по март 1961 г. и одновременно с 29 декабря 1957 по 5 марта 1961 г. работал секретарём Президиума Великого национального собрания Румынии. В августе 1965 года стал членом Государственного совета Румынии (Consiliul de Stat al Romaniei).
В декабре 1966 г. стал руководителем Государственного комитета по труду и заработной плате. Кандидат в члены Исполкома ЦК РКП с декабря 1967 по декабрь 1968 года, член Исполкома ЦК РКП (с декабря 1968 по ноябрь 1974). В апреле 1969 г. назначен заместителем начальника Управления заработной платы в ранге заместителя министра, затем в мае 1969 г. — начальником Главного управления народных советов.(Direcției Generale pentru Consiliile Populare).
С 1974 по 1976 год исполнял обязанности председателя Центральной ревизионной комиссии Румынской компартии.

## Награды
- Герой Социалистической Республики Румыния (1974)[1][2]
- Герой Труда Социалистической Республики Румыния (1962)[3]
- Орден Труда I степени (1956)[4]
- Орден Труда II степени (1949)
- Орден «23 августа» I степени (1959)[5]
- Орден Звезды Румынии (СРР) (1960)
- Орден Тудора Владимиреску I степени (1966)[6]
- Орден «Победа социализма» (1971)[7]
- Медаль «40 лет со дня основания Коммунистической партии Румынии» (1961)[8]